# Hownan Hakopian
Hownan (imię świeckie Artur Hakopian, ur. 1978 w Giumri) – duchowny Apostolskiego Kościoła Ormiańskiego, od 2011 biskup pomocniczy Eczmiadzyna.

## Życiorys
Święcenia kapłańskie przyjął 23 listopada 2003. Sakrę biskupią otrzymał 6 listopada 2011 jako wielki zakrystian katedry eczmiadzyńskiej.